# Microthelys
Microthelys es un género de orquídeas perteneciente a la subfamilia Orchidoideae. Tiene  siete especies. Es originario de América, donde se distribuye desde México, a Centroamérica y Ecuador.

## Especies deMicrothelys
A continuación se brinda un listado de las especies del género Microthelys aceptadas hasta mayo de 2011, ordenadas alfabéticamente. Para cada una se indica el nombre binomial seguido del autor, abreviado según las convenciones y usos y la publicación válida.
1. Microthelys constricta (Szlach.) Szlach., Fragm. Florist. Geobot. 41: 852 (1996).
2. Microthelys hintoniorum (Todzia) Szlach., Rutk. & Mytnik, Ann. Bot. Fenn. 41: 476 (2004).
3. Microthelys intagana (Dodson & Dressler) Szlach., Fragm. Florist. Geobot. 41: 853 (1996).
4. Microthelys markowskiana (Szlach.) Szlach., Fragm. Florist. Geobot. 41: 853 (1996).
5. Microthelys minutiflora (A.Rich. & Galeotti) Garay, Bot. Mus. Leafl. 28: 337 (1980 publ. 1982). especie tipo
6. Microthelys nutantiflora (Schltr.) Garay, Bot. Mus. Leafl. 28: 338 (1980 publ. 1982).
7. Microthelys rubrocallosa (B.L.Rob. & Greenm.) Garay, Bot. Mus. Leafl. 28: 338 (1980 publ. 1982).